# Juan de Dios Román

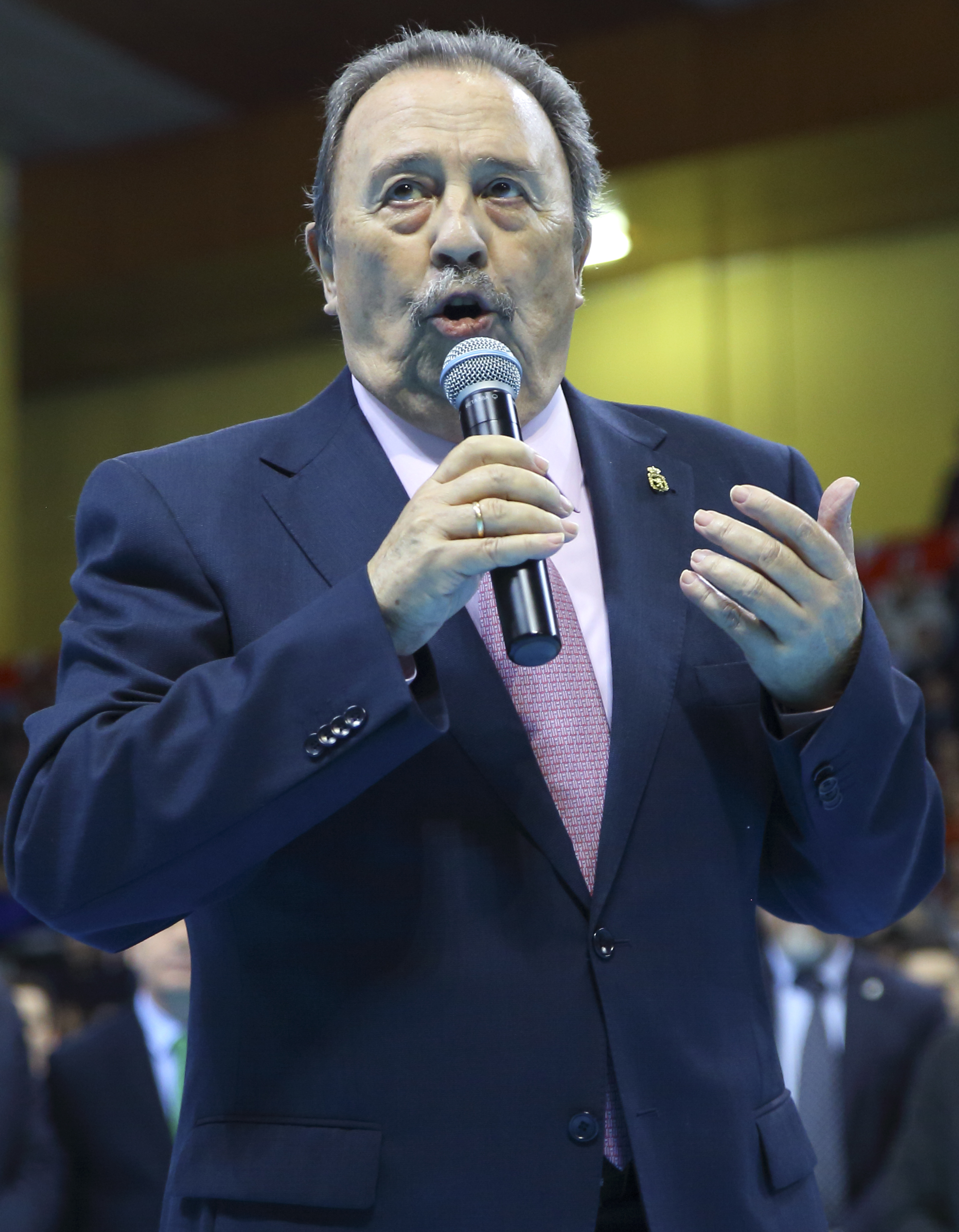
Juan de Dios Román, 2018.

Juan de Dios Román Seco, född 17 december 1942 i Mérida, död 28 november 2020 i Madrid, var en spansk handbollstränare.
Juan de Dios Román tjänstgjorde som förbundskapten för Spaniens herrlandslag under två perioder, 1985–1988 och 1995–2000. Han tränade också BM Atlético de Madrid (1971–1985, 1990–1992) och BM Ciudad Real (2003–2005). Från 2008 till 2013 tjänstgjorde han som ordförande för det spanska handbollsförbundet (RFEBM).

## Meriter i urval
- Spansk mästare sex gånger: 1979, 1981, 1983, 1984, 1985, 2004
- Två OS-brons (1996, 2000)
- Två EM-silver (1996, 1998)
- Ett EM-brons (2000)
- 4:e plats vid VM 1999